# NTNUI Nidaros Domers 2019
Questa voce raccoglie le informazioni riguardanti gli NTNUI Nidaros Domers nelle competizioni ufficiali della stagione 2019.

## 2. Divisjon 2019

### Stagione regolare
| Fredrikstad 27 aprile 2019, ore 14:00 | Fredrikstad Kings | 8 – 34 | NTNUI Nidaros Domers | Kongstenbanen |

| Lade 4 maggio 2019, ore 14:00 | NTNUI Nidaros Domers | 35 – 0 (a tavolino) | Oslo Vikings 2 |  |

| Ålesund 19 maggio 2019, ore 15:00 | Ålesund Phoenix | 16 – 27 | NTNUI Nidaros Domers |  |

| Lillestrøm 1º giugno 2019, ore 14:00 | Lillestrøm Starfighters | 18 – 26 | NTNUI Nidaros Domers | Vigernesjordet |

| Lade 9 giugno 2019, ore 14:00 | NTNUI Nidaros Domers | 15 – 26 | Gjøvik Swans |  |

## Statistiche di squadra
| Competizione | %Vittorie | In casa | In casa | In casa | In casa | In casa | In casa | In trasferta | In trasferta | In trasferta | In trasferta | In trasferta | In trasferta | Totale | Totale | Totale | Totale | Totale | Totale |
| Competizione | %Vittorie | G       | V       | N       | P       | Pf      | Ps      | G            | V            | N            | P            | Pf           | Ps           | G      | V      | N      | P      | Pf     | Ps     |
| ------------ | --------- | ------- | ------- | ------- | ------- | ------- | ------- | ------------ | ------------ | ------------ | ------------ | ------------ | ------------ | ------ | ------ | ------ | ------ | ------ | ------ |
| Campionato   | .800      | 2       | 1       | 0       | 1       | 50      | 26      | 3            | 3            | 0            | 0            | 87           | 42           | 5      | 4      | 0      | 1      | 137    | 68     |
| Totale       | .800      | 2       | 1       | 0       | 1       | 50      | 26      | 3            | 3            | 0            | 0            | 87           | 42           | 5      | 4      | 0      | 1      | 137    | 68     |